# Stanisław Gorzechowski
Stanisław Gorzechowski herbu Jastrzębiec – sędzia grodzki sandomierski w 1641 roku, pisarz grodzki sandomierski w 1631 roku, podżupnik chęciński w latach 1624–1630, podstarości sandomierski w 1624 roku, pisarz grodzki chęciński w 1612 roku.
Deputat na Trybunał Główny Koronny w latach 1632/1633, 1639/1640 z województwa sandomierskiego.